# البرق الرياضي ببني حسان
البرق الرياضي ببني حسان هو نادي كرة قدم تونسي تأسس سنة 1959.

## تاريخ
كانت بني حسان في سنوات 1952 إلى 1955 أي في عهد الثورة المباركة منكبة مثل كل القرى والمدن التونسية في العمل الحزبي المتمثل في اعانة الثوار الابطال والمساهمة في انجاح المخططات لتحرير
الوطن بقيادة الزعيم الحبيب بورقيبة. وكان شباب البلدة كذلك يساهم في هذا العمل الوطني بنشاط آخر غير مرغوب فيه من طرف السلط الإستعمارية لأنه يدعم الشخصية الوطنية ويفتح آفاق النمو الفكري والوعي القومي والتطور الإجتماعي. ومن جملة الأنشطة التي يتعاطاها الشباب المدرسي خاصة هي الرياضة والكشافة والتمثيل إلى غير ذلك.
لم تكن في ذلك العصر الملاهي التي تجلب الشباب وتغير طاقاته الفكرية البريئة موجودة ووسائل الترغيب لتبديل اتجاهاته متوفرة بل كانت كل القوى العقلية مسَخٌرة لهدف واحد: الحرية والذاتية التونسية. فقد ظهرت حركة نشيطة من طرف عدد من الشبان المتحمسين المتعطشين الذين ولعوا بتعاطي الرياضة وخصوصا كرة القدم التي بدأت تطفى بصورة سريعة في الوقت الذي لا توجد فيه جمعيات رياضية عديدة بالساحل إذا استثنينا النجم الساحلي والوطني السوسي ومكارم المهدية واتحاد المنستير وسبورتينغ المكنين... ونذكر من هؤلاء الشبان
انذاك: أحمد الخربوش – صالح بوغطاس – إدريس المزقار – الهادي الحامي – علي رحيم – عمر علية – عبد الله اللوزي – رضوان الغزي – حميدة قرن – خليفة بوغطاس – محمود الحمروني... كلهم من خيرة
شباب بني حسان النير المثقف.

## فكرة إنشـــــاء الفريق
و في ليلة شتوية من سنة 1958 كان هؤلاء الشباب مجتمعين كالعادة في عطلة نهاية الأسبوع بـ «حانوت» السيد أحمد الخربوش بالقرب من الجامع القديم «الصفصافة» إذا راودتهم فكرة تأسيس ناد لكرة القدم لبني حسانو اذ كان من الممكن رؤية البرق في السماء من بعض الثقوب في الباب (الأبواب القديمة) فخطرت فكرة تسمية النادي الجديد البرق الرياضي الحساني..
و في موسم 1958-1959 أصبح لبني حسان فريق في كرة القدم يستطيعالمشاركة بصفة رسمية ضمن القسم الثالث للوسط مع أربعة فرق أخرى فقط وهي: نسر طبلبة – اتحاد قصور الساف – أمل حمام سوسة – النفيضة الرياضة مع العلم أن أول رئيس جمعية هو السيد محمد الزمني وأول كاتب عام هو السيد إدريس المزقار.

## البداية الرّسمية للفريق
و في ديسمبر 1960 أشرت الجمعية تحت عدد 3144 كما وقع إدراجها بالرائد الرسمي للجمهورية التونسية في 11 أوت 1961 تحت عدد 1441 وكان انذاك عدد الجمعيات الراجعة بالنظر إلى رابطة الوسط لكرة القدم 14 وفي السنوات الموالية تحمست بعض القرى والمدن وعملت على منوال بني حسان وأخذت منها كل الإرشادات وهاهو عدد الفرق يصبح الآن 46 (سنة 1977).

## الصعـــــوبات الأولى
أيها القارئ العزيز (مقال صحفي 1977) إعلم ان البرق الرياضي الحساني منذ نشأته وجد صعوبة في تعاطي نشاطه كما ينبغي: لم تكن هناك بلدية تساهم في تمويل الجمعية فكان العمل مقتصرا على التمويل الذاتي وحماس بعض الأحباء ونشاط الهيئة المديرة التي عرفت كيف تقوم بهذا الواجب التربوي.
ففي الموسم الأول إحتل البرق المرتبة الثالثة من الترتيب العام لمجموعة الوسط بعد نسر طبلبة وأمل حمام سوسة. رغم العراقيل والصعوبات التي تعرض الفريق أثناء الموسم: (عدم وجود ملعب بالبلدة – عدم وجود ممرن يشرف على الفريق – عدم وجود بلدية بالمكان – عدم وجود ازياء كافية ومحترمة – عدم توفر الماديات – عدم وجود وسائل نقل بصفة منتظمة)
و هذه أول تشكيلة للجمعية: أحمد الخربوش – عبد الله اللوزي – علي رحيم – عمر علية – محمد الدغيس – الهادي الحامي – رضوان الغزي – صالح بوغطاس – حميدة قرن – عبد المجيد بوغطاس – إدريس المزقار.
هذا والتحق بعد ذلك بالفريق عدة عناصر منها: سالم بوغطاس – عبد العزيز المحجوب – عبد السلام بوشريط – رمضان الضاوي – علي بوشريط...
تعتبر بني حسان منبعا خصبا في ميدان الشباب والرياضة زودت العديد من الفرق الكبرى وحتى الفرق القومية ولها الشرف بالتباهي والإفتخار بأن أبنائها سجلوا اسمائهم في كل البلاد التونسية وحتى في الدول الشقيقة والصديقة شعارهم في ذلك: العمل على النمو بالشباب التونسي حتى يتمكن من تحمل مسؤولياته في تونس الجديدة.
تواصل هذا النشاط حتى سنة 1962 حيث تدخل السيد محمد عريفة الذي كان معلما ببني حسان ويكن لأبنائها كل الإحترام والتقدير ومحبة لدى السيد عبد الوهاب عاشور العضو برابطة الوسط فرقع قبول ميدان «البير الجديد» وأصبح لجمعيتنا ملعب محلي تزورنا فيه الفرق وكان ذلك الموسم أحسن موسم على الإطلاق لأن فريقنا وصل إلى المرتبة الثانية بعد هلال مساكن. غير أنه من سوء حضنا نزل في السنة الموالية سبورتينغ المكنين والوطني السوسي إلى القسم الثالث وكان ذلك الوقت رئيس الرابطة السيد رشيد السهيلي وأحد أعضائه السيد عبد الوهاب عاشور فلم يقع قبول الملعب من جديد وحرمت بني حسان من مشاهدة أبنائها وتشجيعهم فأصبح الفريق يتعثر من حين لآخر وإشتد غضب اللاعبين وحقدهم ولم يواصلوا بنفس الحماس وضعف عزمهم وإيمانهم.

## نجاحات رغم ضعف التمويل
أخي الرياضي إعلم ان في موسم 1964/1965 كان لبني حسان ثلاثة اصناف من الرياضات: كرة القدم (أكابر وأواسط وأداني) وكرة اليد (أكابر) وألعاب القوى (9 مشاركين)و قد توج ذلك الموسم بصعود فريق كرة اليد من القسم الثالث إلى القسم الثاني وإحراز الرياضي منصور شوشان على الميدالية الفضية في مسافة 7 آلاف متر (في مهرجان الربيع للشباب بنابل) في حين أن فريق كرة القدم إكتفى بالمرتبة الخامسة. هذا ويجدر التذكير بأن اللاعب صالح بوغطاس كان يلعب مقابلتين في اليوم الواحد ضمن فريق كرة اليد في الصباح وضمن فريق كرة القدم بعد الزوال ولا غرابة في ذلك لأن هؤلاء اللاعبين كانوا حقا مثالا للتضحية والإخلاص وحب الرياضة لكن مع الأسف الشديد لم يواصل فريق كرة اليد نشاطه حيث وضع له حدا في نهاية 1966بعد حصوله على مرتبة مشرفة للغاية وهي الثانية وراء النصر الرياضي السوسي وتشتت اللاعبون وإنضموا مع سبورتينغ المكنين حتى لا يكونوا محرومين من تعاطي هوايتهم المفضلة.
و منذ ذلك الحين أصبح نشاط الجمعية محدودا للغاية وبدأ يتعثر من حين لآخر مقتصرا على فريق واحد في الأكابر لكرة القدم يلعب دائما خارج بلدته وبعيدا عن جمهوره ومن أحسن المقابلات التي لعبها يرجع تاريخها إلى شهرديسمبر 1966 ضد شبيبة القيروان بمدينة جمال وكانت النتيجة 1-1 وهذه التشكيلة التي مثلت بني حسان في ذلك اليوم التاريخي: البشير بوسعدية – يوسف عبد الله – محمد الضميد – محمد الدغيس – علي بوشريط – عبد السلام بوشريط – الهادي الشطي – صالح بوغطاس – منصور شوشان – عبد المجيد بوغطاس – عبد العزيز المحجوب. (سجل الهدف عبد السلام بوشريط إثر ضربة جزاء بعد عرقلة الهادي الشطي) لكن في نهاية الموسم إتخذت الجامعة قرارا يقضي بإحداث القسم الرابع للوسط ولم يكن عدد الجمعيات كافيا فالضطرت إلى اجبار فرق المؤخرة للقسم الثالث على النزول فوقع ما لم يكن في الحسبان ونزل البرق الرياضي الحساني إلى القسم الأسفل. لكن رغم كل العراقيل تظافرت جهود اللاعبين الذين أصبحوا في آن واحد أعضاء من الهيئة المديرة وأذكر على سبيل المثال أنه على إثر مقابلة ضد قصر هلال بمدينة المكنين إصطدم أحد لاعبينا بخصمه فأصيب بكسر في رجله ولم يقع إسعافه أو حتى مداواته خارج الملعب لسببين إثنين: حضور 8 لاعبين فقط على الميدان وعدم وجود أي مسير يرافق الفريق.
و في نهاية الموسم حدث أمر غريب حيث وجد الفريق نفسه في المرتبة الأولى وصعد من جديد إلى القسم الثالث.
و كان يملك فريقا قويا متكاملا وأذكر بالمناسبة والتاريخ يعيد نفسه أن أحسن لاعب كرة قدم عرفته بني حسان على الإطلاق هوعبد المجيد بوغطاس (إلى سنة 1977) وأن اللاعب الوحيد الذي واصل ممارسة هذا النوع من الرياضة ضمن فريقه هو بدون منازع محمد الدغيس الذي لازال على الدفاع على ناديه رغم تقدمه في السن. هذا وتواصل نشاط الفريق إلى يوم 26 مارس 1970 يرافقه في تنقلاته مسير واحد وهو السيد علي بوسعدية الذي أعطى للرياضة في بني حسان الكثير وضحى بكل ما لديه من أجل المصلحة العامة. هدفه في ذلك تكوين جيل رياضي ناهض وحي يؤمن بالمبادئ الرياضية السامية ويشعر بالمسؤولية.
و منذ ذلك الحين توقف نشاط الجمعية بعد جلستها العامة التي إنعقدت في15 سبتمبر 1970 على أيدي رئيسها انذاك علي فليس وكاتبها العام محمد الشويخ فتشتت لاعبوها وتفرق محبوها وظلت منقطعة النشاط إلى 15 جويلية 1974 حيث خامرت فكرة بعث الجمعية من جديد الإخوان: أحمد الخربوش ويوسف عبد الله وبنور عياد ومحمد البنبلي...الذين وجدوا لدى شباب البلدة كل الإندفاع والحماس والتضحية والغيرة.
فتظافرت الجهود وإلتف الجميع حول الرئيس أحمد الخربوش لأعداد العدة عاقدين العزم على أن يرجعوا لهذه الجمعية مجدها وشهرتها وفعلا بعد القيام بالإجرائات اللازمة إنطلق الموسم يوم20 أكتوبر 1974 وكان ذلك اليوم نقطة إنطلاق بالنسبة إلى المسييرين واللاعبين ليبرهنوا على مدى إستعدادهم. وبالرغم من العوائق العملاقة التي تحول دون القيام بالواجب على أحسن وجه إستطاع ان يتغلب على كل المشاكل ولم يعر إهتماما للعقبات التي إعترضت طريقه وهاهو الآن يخطو بخطى ثابتة لتحقيق هدفه الأسمى معتمدا في ذلك على ميثاق الرياضي وتوجيهات المجاهد الأكبر.
(البرق الرياضي ببني حسان في السبعينات)
- علي بوغطاس - كمال بن يزة - فرحات الطيب - المنجي الغيماجي - الهادي المكني - بنور عياد - عبد الجواد بديرة - محمد غزي - أحمد الخربوش
- سالم الشرفي - فتحي بديرة - عبد الله حمودة - ساسي بوغطاس - نور الدين بوغطاس - عبد الرزاق السعداني
أما الآن (سنة 1977) وقد مر على بعث الجمعية من جديد ثلاث سنوات إستطاع المسييرون الحاليون وهم السادة: صالح بوغطاس – يوسف عبد الله – المنصف غلام – علي بن سالم بوغطاس – سالم الشرفي أن يوفروا للفريق الأزياء المحترمة والإمكانيات المادية بإعانة البلدية ومحبي الجمعية وأذكر منهم: رضوان الغزي – محمد المنصف عبد الله – صالح الكبير – أحمد الخربوش في إنتضار ان يقع حل مشكل الملعب نهائيا وبذلك نكون قد حققنا ما تمناه شبابنا منذ سنة 1958

## مصـــادر
و السلام عليكم ورحمة الله وبركاته يوسف عبد الله بالإشتراك مع أحمد الخربوش (تم كتابة هذا المقال سنة 1977) البرق في السبعينات البرق أواخر السبعينات (من أفضل الأجيال)